# 厚木駅
厚木駅（あつぎえき）は、神奈川県海老名市河原口一丁目と四丁目にある、小田急電鉄・東日本旅客鉄道（JR東日本）・相模鉄道（相鉄）の駅である。
駅名は「厚木」であるが、厚木市ではなく海老名市に所在する（経緯については後述）。

## 乗り入れ路線
旅客線は小田急の小田原線と、JR東日本の相模線が乗り入れ、接続駅となっている。この他に当駅を終点とする相鉄の厚木線も乗り入れているが、旅客営業は行われていない。
- 小田急電鉄： 小田原線 - 駅番号「OH 33」
- JR東日本：■ 相模線

旅客駅としては、JR東日本・小田急が構内を共用する共同使用駅となっており、国鉄時代の1977年2月から小田急が駅を管轄している。

## 歴史

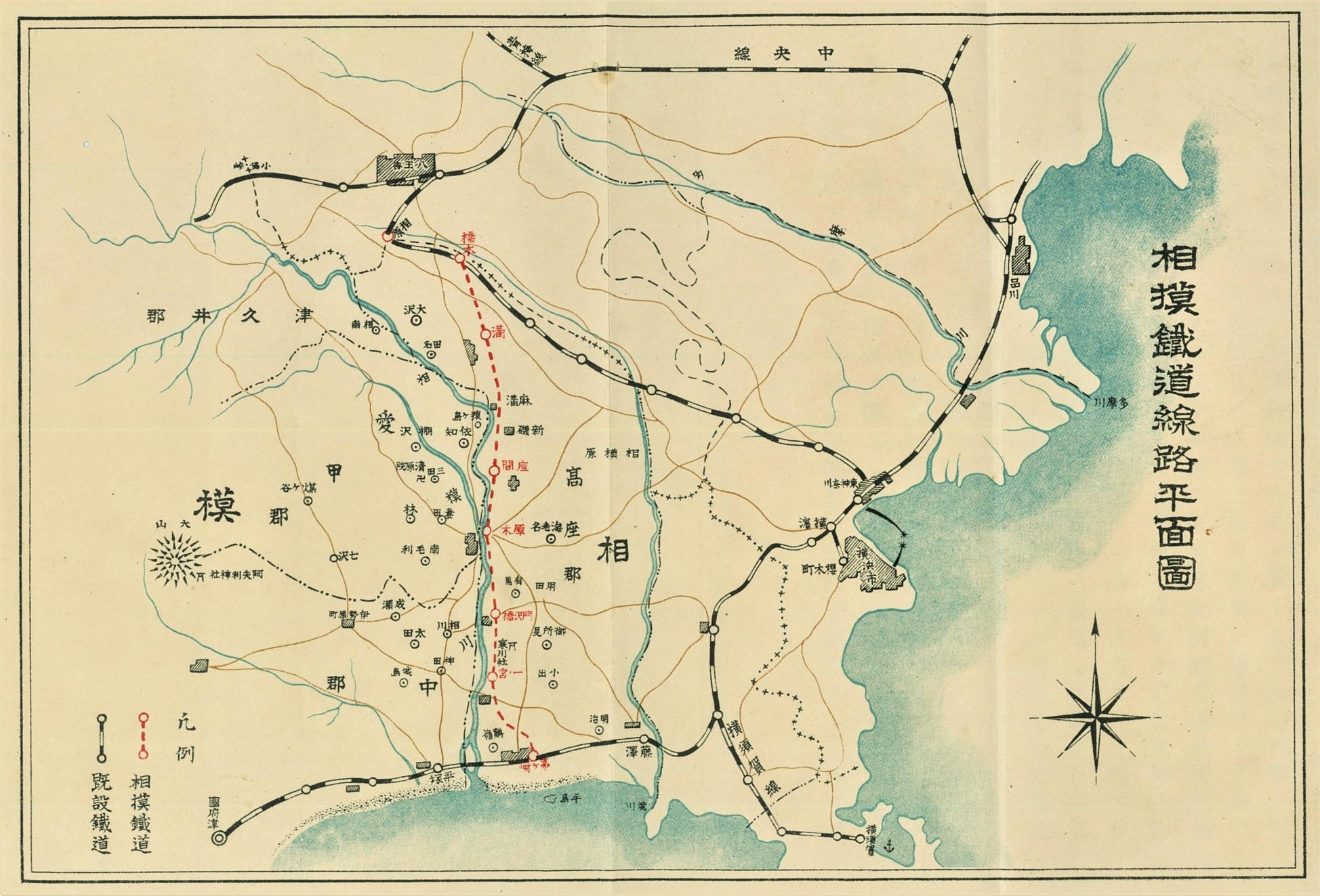
「相模鉄道株式会社発起趣意書」（1917年）の路線計画図　当時から現在地に厚木駅を建設する構想があった

当初、神中鉄道（現在の相鉄本線）が官設鉄道程ヶ谷停車場（現・JR保土ケ谷駅）から愛甲郡厚木町（現・厚木市）までの路線を計画していたものの、資金不足を理由に相模川への架橋を断念。そこで神中鉄道と相模鉄道（現在のJR相模線）との接続駅を、大山道（矢倉沢往還）の相模橋（現在のあゆみ橋の前身）のたもとの高座郡海老名村河原口（現・海老名市河原口）に設置することにし、厚木町には相模橋を徒歩で渡ることとした。
この事情に加え、当時の海老名は寒村であったことから、海老名村長・相模鉄道重役の望月珪治と厚木町助役・神中鉄道重役の中野再五郎が相談し、「海老名」の使用を避け、県央地域の中心地でもある対岸の「厚木」を駅名に採用した、という説が存在する。
一方、厚木町内への鉄道は当駅開業翌年に小田原急行鉄道（現在の小田急小田原線）が開通し、相模厚木駅（現在の本厚木駅）を開業させたことで実現したほか、当地には河原口駅が設けられた。また神中鉄道も1941年11月に当駅 - 相模国分駅の旅客営業を廃止し、旅客営業を海老名駅 - 相模国分駅間の新線に切り替えたうえで、海老名駅から小田急電鉄の相模厚木駅まで直通する形で、厚木町への乗り入れを実現している（1964年11月廃止）。
第二次世界大戦下、小田急電鉄の大東急への吸収や相模鉄道・神中鉄道の合併を経て、1944年6月1日に戦時買収により国有化された相模線厚木駅のプラットホームを、河原口駅（同日に厚木駅に改称）にあわせて約200メートル南側の現在地に移動し、現在の共同使用駅の形態が成立した。なお、相模線のプラットホームの場所にはかつて厚木駅構内扱いの中新田口乗降場（1929年1月22日 - 1941年11月25日）が存在していた。また、JR相模線厚木駅本屋・相模鉄道厚木駅の住所は、現在でも引き続き開業当時の厚木駅があった場所に置かれている。
近年では当駅の駅名が実態にそぐわないとして、改称を求める意見も挙がっている。神奈川県鉄道輸送力増強促進会議は、JR東日本に対しては国鉄時代の1973年度から、小田急電鉄に対しては1974年度から駅名の改称を要望し続けている。これに対し、小田急電鉄は「駅名変更計画は、現在のところない」としている。なお、小田急電鉄はこの要望を受けて駅名標に「神奈川県海老名市」と2012年2月から併記している。

### 年表
- 1926年（大正15年）
  - 5月12日：神中鉄道線（現在の相鉄厚木線）が厚木駅から二俣川駅間で開業[11]。現在よりも約200メートル北側（現在のJR厚木駅本屋）にホームがあった。
  - 7月15日：相模鉄道（現在のJR相模線）の厚木駅（現在のJR厚木駅本屋）が開業[11]。神中鉄道厚木駅構内。一時的に直通運転も行われていた。
- 1927年（昭和2年）4月1日：小田原急行鉄道の河原口駅（現在の小田急厚木駅）が開業。「相模川の河原」を指す「河原口」という当地の大字が付けられた。
- 1928年（昭和3年）5月：相模鉄道が相模川河畔の中新田地内で砂利採取を開始。これに伴い砂利採取線（後述）を敷設。
- 1929年（昭和4年）2月：神中鉄道が路線を延長し、厚木駅構内扱いの中新田口乗降場（のちの運輸通信省線厚木乗降場・相模鉄道厚木操車場、現在のJR厚木駅プラットホーム）を小田原急行鉄道の河原口駅の隣に開業[7]。
- 1931年（昭和6年）4月29日：相模鉄道が橋本駅まで開業[11]。
- 1937年（昭和12年）：海老名国分駅（後に海老名駅）と中新田停留場（後に社家駅）を結ぶ短絡線が開業。
- 1941年（昭和16年）
  - 3月1日：小田原急行鉄道は鬼怒川水力電気へ合併し、小田急電鉄と改称[12]。
  - 11月25日：神中鉄道・小田急電鉄海老名駅の開業に伴い、神中鉄道相模国分信号所 - 海老名駅の線路を新設[注釈 1]。これに伴い同社厚木駅の旅客営業を廃止し、中新田口乗降場も廃止[11]。神中鉄道発足時からの悲願であった厚木町（現・厚木市）乗り入れを他社線直通運転ながら達成したが、厚木駅を経由しないことになった。
- 1942年（昭和17年）5月1日：小田急電鉄は吸収合併され、東京急行電鉄（大東急）となる[12]。
- 1943年（昭和18年）4月1日：相模鉄道が神中鉄道を合併（東急主管によるもの）[11]。
- 1944年（昭和19年）6月1日：相模鉄道相模線が国有化され、運輸通信省（後の日本国有鉄道）相模線となる[11]。同時に東急河原口駅至近に厚木乗降場（旧 神中鉄道中新田口乗降場、現在のJR厚木駅プラットホーム）を新設し、厚木駅本屋の旅客扱いを廃止。国鉄と東急の改札口を共同使用することとなったため、東急の河原口駅が厚木駅に改称。
- 1948年（昭和23年）6月1日：東京急行電鉄から小田急電鉄が分離し、再発足する[12]。
- 1964年（昭和39年）：厚木操車場に隣接して小野田セメントの生コンクリート工場が開設され、相模鉄道の駅に専用線で接続（詳細は後述）。
- 1971年（昭和46年）7月13日：相模川橋梁の架け替え工事完成に伴い、小田急電鉄の上り線を新駅に移行。8月には下り線も新駅に移行。
- 1984年（昭和59年）2月1日：国鉄駅での荷物扱い廃止[13]。
- 1986年（昭和61年）11月1日：国鉄駅での貨物の取り扱いが廃止[13]。ただし相模鉄道と国鉄（後の日本貨物鉄道）との貨物連絡運輸は継続[13]。
- 1987年（昭和62年）4月1日：国鉄分割民営化により、相模線厚木駅は東日本旅客鉄道（JR東日本）の駅になる[13]。
- 2002年（平成14年）8月1日：JR東日本でICカード「Suica」の利用が可能になる。
- 2004年（平成16年）12月11日：小田急線に区間準急が設定され、停車駅になる[14]。
- 2007年（平成19年）3月11日：相模線のプラットホームを西側の向かいに移設し、構内踏切を撤去。旧ホームは残置。
- 2008年（平成20年）：小田急線下りホームにトイレを設置。
- 2009年（平成21年）：改札 - 小田急線ホーム間にエレベーターを設置。
- 2014年（平成26年）2月15日：相模線乗換通路に自動改札機を設置し、従来の簡易改札機を撤去。
- 2016年（平成28年）2月16日：JR仕様の券売機を撤去し、JR線の乗車券類も小田急仕様の券売機で発売開始。
- 2018年（平成30年）3月17日：小田急小田原線に通勤準急が設定され、停車駅になる[15]。

### 砂利採取線
駅構内から茅ヶ崎方へ向かい、相模川の川岸にある相模興業の敷地内まで砂利輸送用の専用線があり、その先にはトロリー線もあった。静岡中央銀行厚木支店の東側から分岐し、坂本祭典厚木斎場の建物の場所・マンションと駐車場の間の道・県道を横切り、相模興業の敷地に至っていた。開業時は相模鉄道が砂利採取を行っていたが、1931年以降は相模興業に委託していた。

### 短絡線
戦時体制において東海道本線が攻撃された場合に相模湾方面と東京都心をつなぐ路線を確保するために小田原急行鉄道（現在の小田急電鉄）小田原線と相模鉄道（現在のJR）相模線を結ぶことを国から要請されていた。それに応えて建設されたのがこの短絡線である。
現在のURえびな団地とえびな幼稚園の間より若干新宿寄り（北緯35度26分40秒 東経139度22分51秒 / 北緯35.44444度 東経139.38083度付近）で小田原急行鉄道小田原線から分岐し、URえびな団地の北西側・フェルキー厚木（マンション）・小田急電鉄厚木変電所の南東の道・桜接骨院・ごみ集積所を通り、坂本祭典厚木斎場の東側で相模鉄道相模線に合流していた。小田原急行鉄道小田原線の河原口駅構内扱いであったが、この短絡線は小田原急行鉄道小田原線の河原口駅のホーム・相模鉄道相模線の厚木駅のホーム・前記の砂利採取線へ直通する路線ではない。
短絡線使用後も小田急線の側線として残され、変電所車が留置されて仮設変電所とされていた時期がある。

### 小野田セメント専用線
厚木操車場の東側には、1964年（昭和39年）に小野田セメント（のちに厚木レミコンとなり、2012年3月に閉鎖）の生コンクリート工場が開設され、相模鉄道の駅に専用線で接続し、原料のセメントが鉄道輸送により搬入されるようになった。この輸送は、1979年（昭和54年）以前は相鉄本線の西横浜 - 保土ケ谷間貨物支線を介し、相鉄本線・厚木線経由で行われていたが、同年の西横浜 - 保土ヶ谷間貨物支線の廃止に伴い経路変更され、茅ケ崎から相模線経由で輸送されるよう改められている。この経緯から、輸送経路変更後も工場への専用線は相模鉄道の厚木駅に接続しており、相模線の貨物列車で到着したセメントホッパ車の工場への入線及び空車の送り出しは相模鉄道の機関車で行われ、小野田セメントから相模鉄道に対し構内輸送運賃が支払われていた。1986年（昭和61年）にこの輸送は終了した。

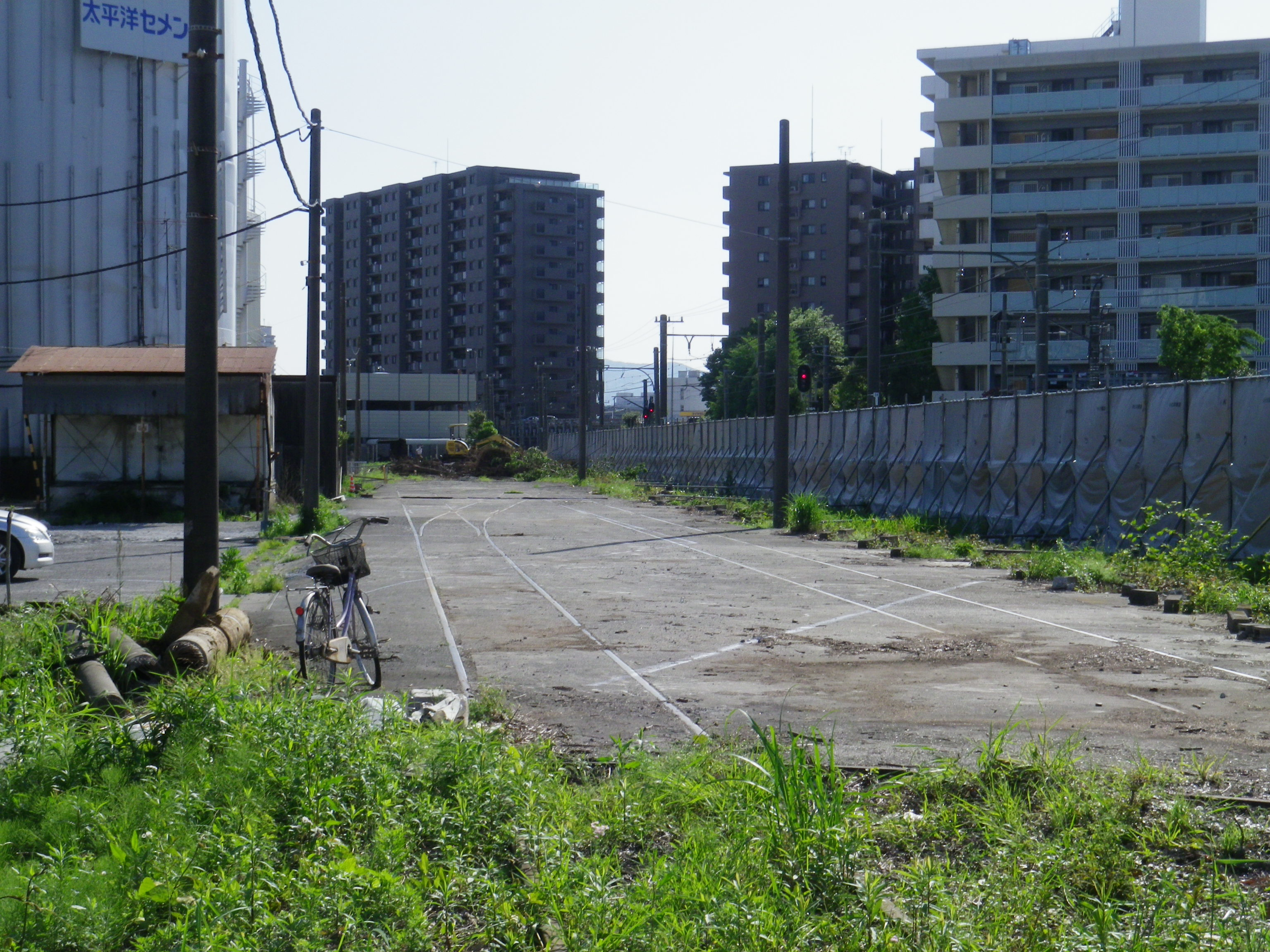
小野田セメント専用線廃線跡（2012年5月5日。宅地開発され現存しない）

## 駅構造
小田急とJR東日本が改札口を共用しており、自動改札機はすべて小田急仕様のものが設置されている。2014年2月に設置された相模線乗換改札も、小田急仕様の自動改札機である。そのため、JRの一部の磁気定期券および企画乗車券は自動改札機を通過できない。
券売機もすべて小田急仕様のものが設置されている。JR線の乗車券類の販売にも対応しているが、普通乗車券・回数券・入場券（小田急とJRで料金が異なる）のみの発売で、定期券や特別企画乗車券の購入はできない。2016年2月15日までは、会社毎に券売機が設置されていた（画像参照）。

### 小田急電鉄
相対式ホーム2面2線を有する高架駅である。小田原急行鉄道（現 小田急電鉄）により、1927年（昭和2年）4月1日に河原口駅として開業し、1944年（昭和19年）6月1日に厚木駅に改称。準急および千代田線直通列車も停車するため、ホーム有効長は10両対応となっている。改札口は新宿側の先端の1か所。改札口と中2階・ホームとの間にはエレベーターが設置されている。
トイレは長らく中2階にあったが、下りホームに移転した。従来トイレがあった位置には多目的トイレが設置された。また、JR側にはトイレがないため、JR利用者も小田急側のトイレを利用することになる。
海老名駅の管理下にある。
2012年度に行先案内表示器が新設された。

#### のりば
| ホーム | 路線     | 方向 | 行先                          |
| ------ | -------- | ---- | ----------------------------- |
| 1      | 小田原線 | 下り | 小田原・箱根湯本方面          |
| 2      | 小田原線 | 上り | 相模大野・新宿・ 千代田線方面 |

毎年8月に開催される「あつぎ鮎まつり」開催日は臨時に急行も停車することがあり、2016年8月27日と8月28日に海老名運動公園にていきものがかりのライブが開催された際には、遅い時間に一部の急行と快速急行が臨時停車した。
小田急厚木駅の1番線（下り線）プラットホームの小田原寄りから線路と反対側の下を見た所と、小田急の線路とJRの線路が立体交差する地点の南東側（海西交番から相模線を挟んだ反対側）に、相模川橋梁架け替え前の旧線の橋脚が残っている。相模川橋梁架け替え前の小田急厚木駅跡地には、小田急マルシェ厚木が建てられていたが、厚木駅南地区市街地再開発事業に伴って2020年に解体された。

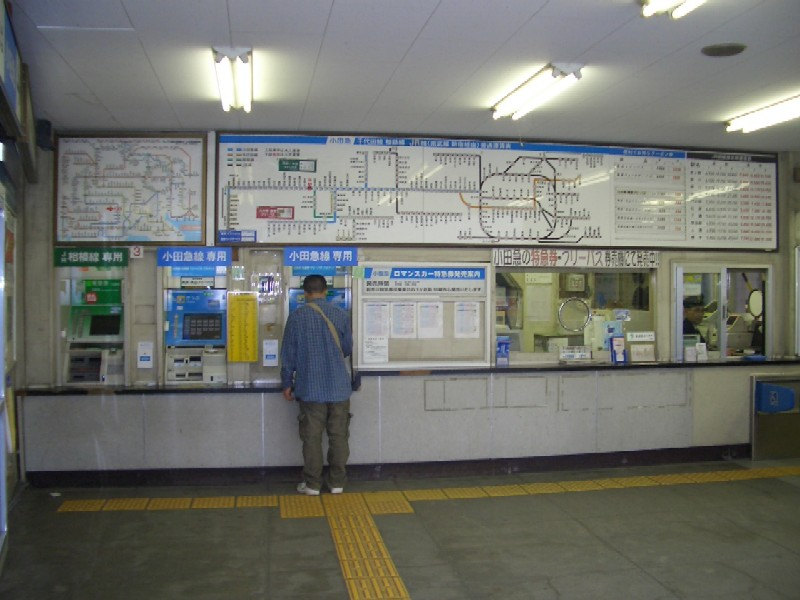
出札窓口（2004年11月）
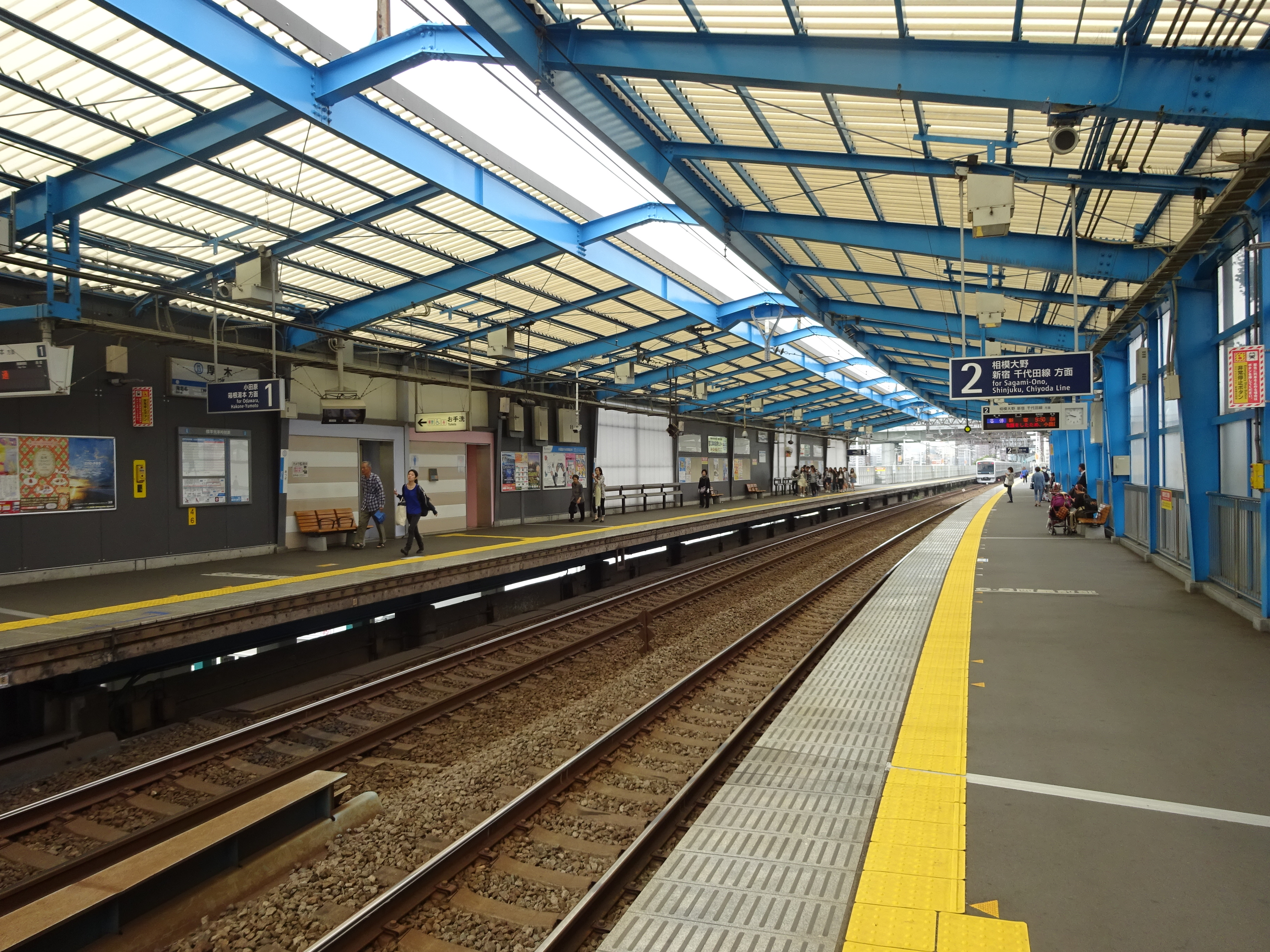
1・2番線ホーム（2015年9月）
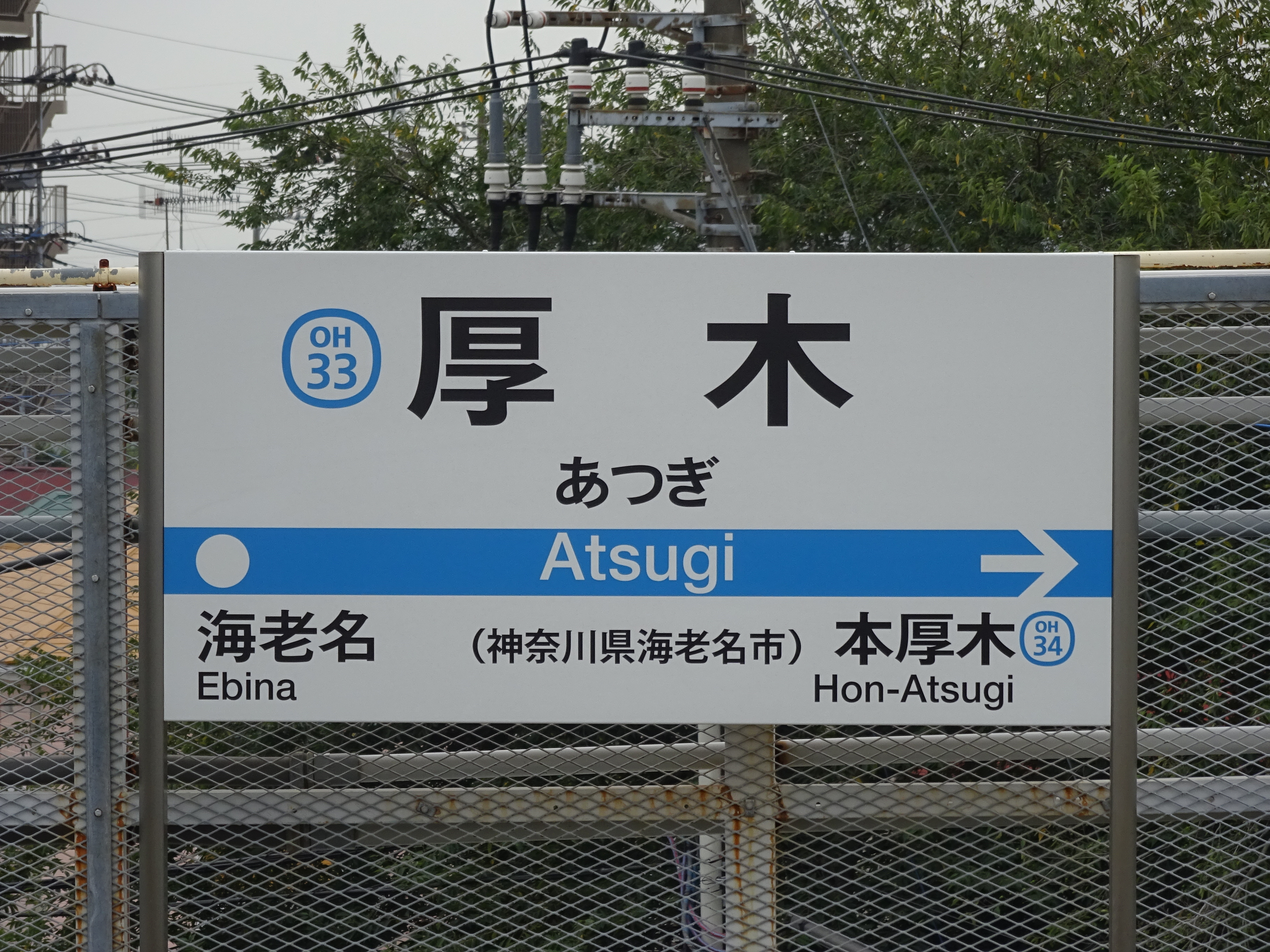
小田急駅名標。「神奈川県海老名市」と併記されている

### JR東日本
単式ホーム1面1線を有する地上駅である。駅設備は海老名駅によって管理されている。駅業務は小田急線に全面的に委託しているため、JR駅員はいない。みどりの窓口もない。
1926年（大正15年）7月15日に、相模鉄道により開業。なお開業当時の駅舎は現存しており、現在でも厚木駅本屋の位置はそこになっている。現在のプラットホーム（厚木乗降場）から約200メートル北側にある。1944年（昭和19年）6月1日に、厚木乗降場（現在のプラットホーム）を設置。
2007年3月10日までは改札口から線路を越えたところにホームがあり、構内踏切を有していた。この構内踏切は手動式で、列車が来る時は駅員が接近放送を行った後に遮断機を下ろしていた。その後同年3月11日に横断踏切が撤去され、側線の跡地（線路は撤去されていない）にスロープを配した新しいホームの使用を開始したので、小田急との乗り換えの利便性が向上し、バリアフリーに配慮された構造となり、駅員の接近放送や遮断機下ろしもなくなった。
2014年2月14日までは改札内にSuica・PASMOのJR東日本線用簡易改札機（読み取り機）が設置されており、乗換やJRのみの利用いずれもICカードをタッチすることになっていたが、新たに乗換改札口が設置され、2月15日よりICカード、磁気券ともに改札を通ることとなった。
かつて一般貨物扱いがあった時期は独立した駅舎が設置されていたため、駅の中心となる本屋（停車場中心）は北側に広がる操車場部分であり、ホームのある地点は「厚木乗降場」と称されている。海老名駅の開業以前は本屋で列車交換や列車の夜間留置が行われ、当駅を始終着とする区間列車も存在していた。205系500番台の行き先方向幕にも「厚木」表示が用意されており、相模線内に運行トラブルが出た場合は当駅での折り返し運転が行われることもある。
国有化前の相模鉄道時代は相対式ホーム2面2線の交換可能な駅だったが、国有化と同時に小田急との乗り換えの利便性を高めるためホームのみを南に移設した。このため、列車交換が行われなくなったのにもかかわらず、現在もかつてホームがあった部分では、列車は左側通行で通過している。

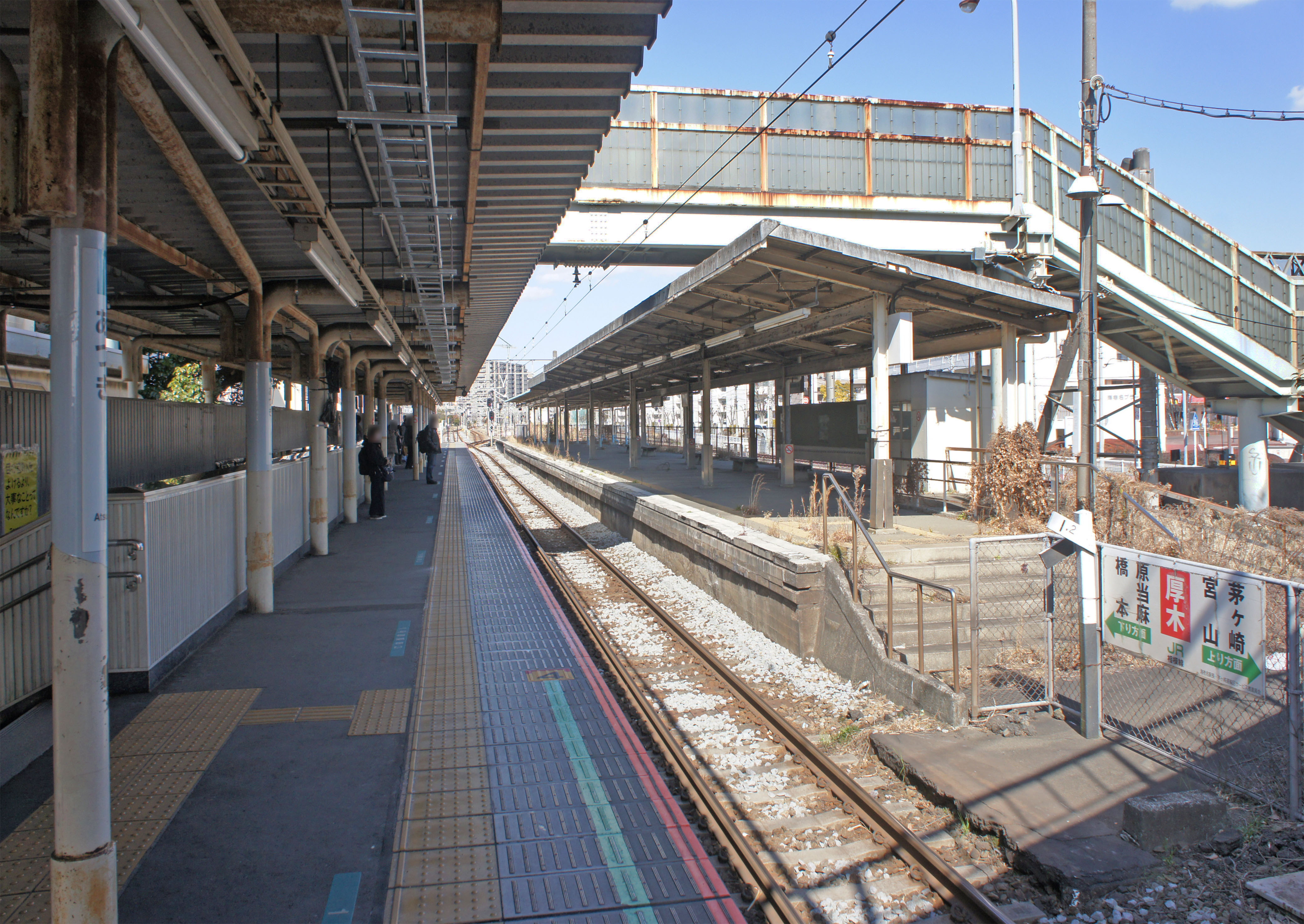
JRホーム（2022年2月） 右側に旧ホームが見える。
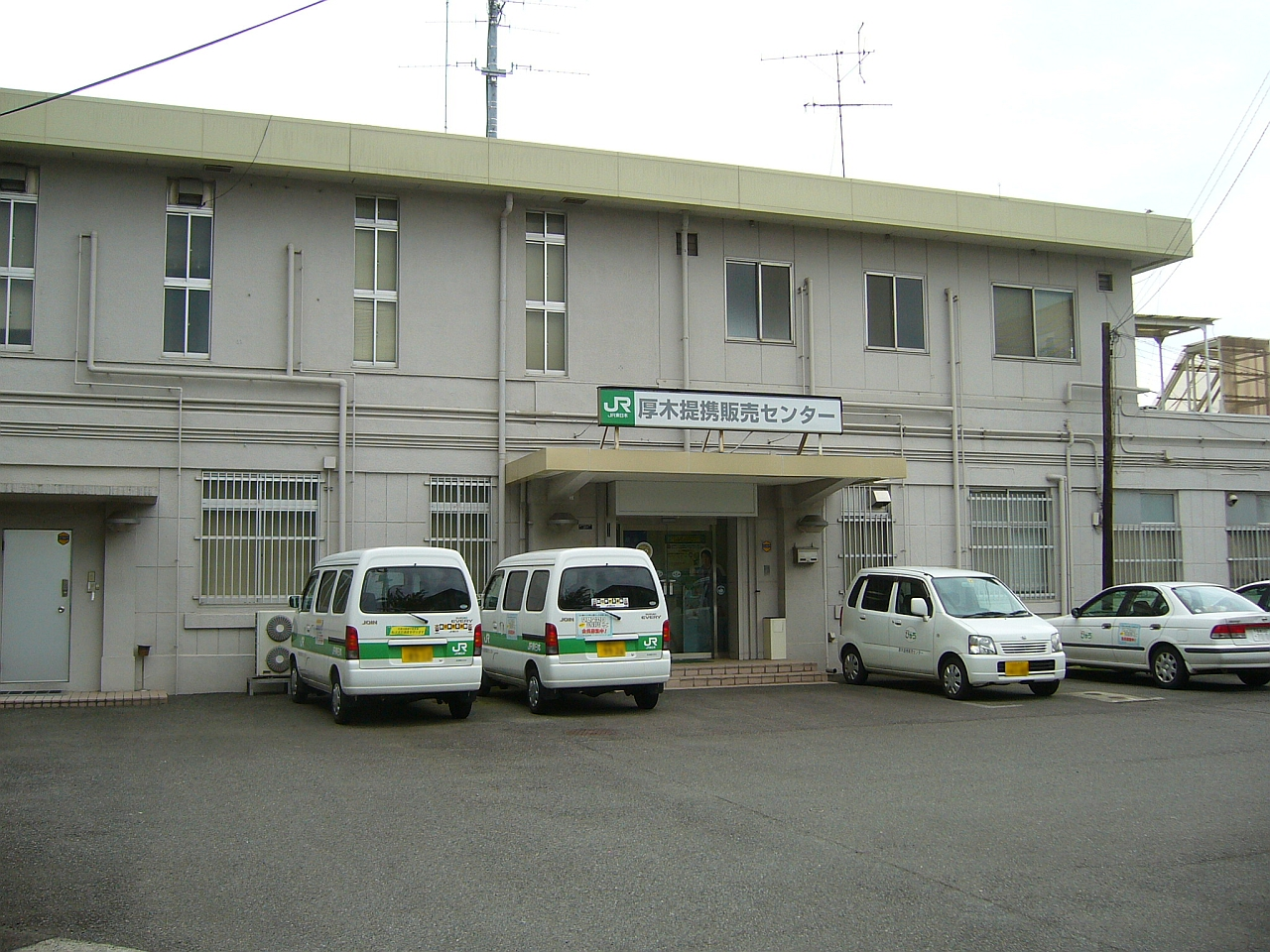
JR厚木駅本屋（2008年7月） （旧駅舎　撮影当時、JR東日本 厚木提携販売センターが入居していた）
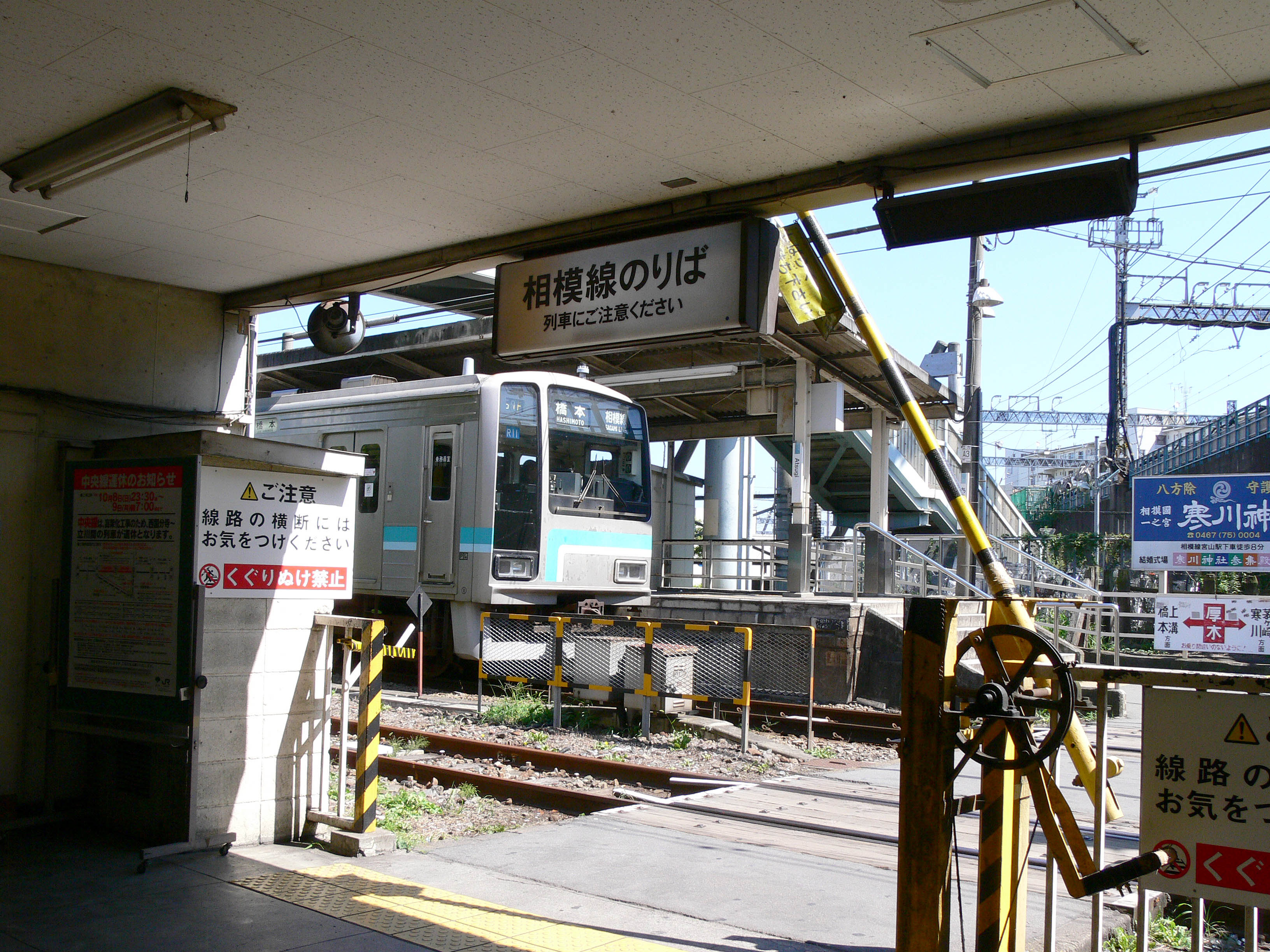
改札口とJRホームの間にあった構内踏切（2006年9月）
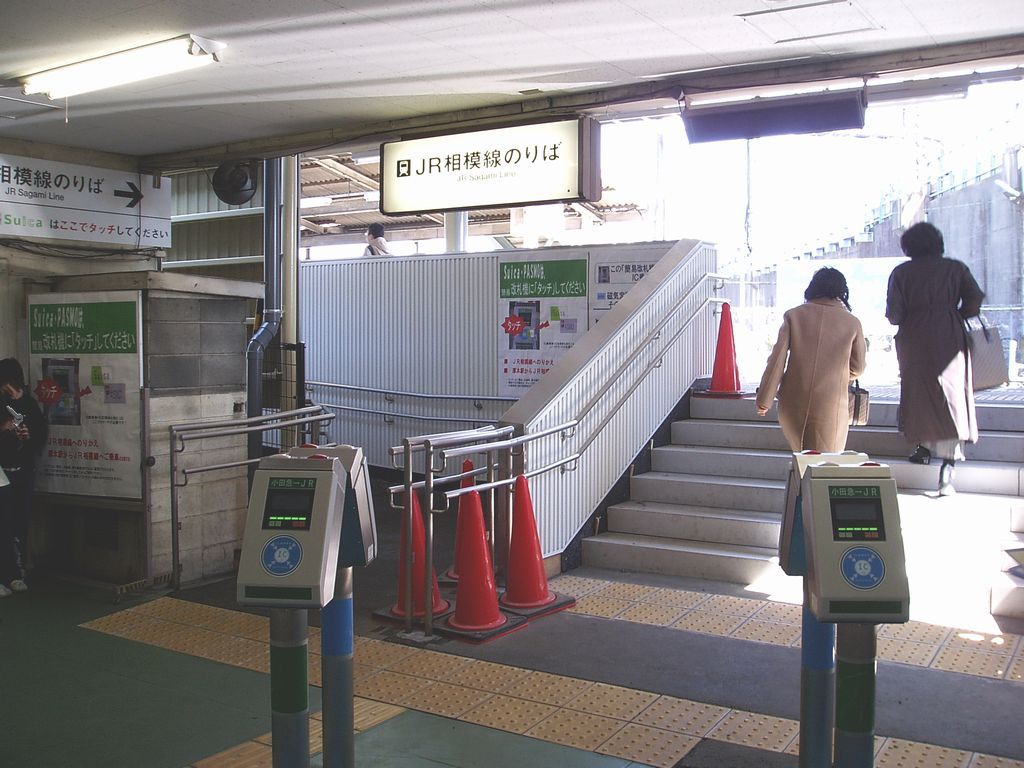
改札口とJRホームの間には簡易Suica/PASMO改札機が設置されていた（2007年3月）

### 相模鉄道
相模鉄道の厚木駅は、旅客扱いを行わない貨物駅である。神中鉄道（現 相模鉄道）により、1926年（大正15年）5月12日に、厚木駅として最初に開業。本線切り替えのため、1941年（昭和16年）11月25日に旅客運輸営業を廃止。貨物列車の定期運行が休止となった1998年（平成10年）10月1日以降は、JR相模線経由で甲種輸送された車両の授受のみ行われる。相模鉄道最西端の駅である。
当駅に乗り入れる厚木線は、相鉄本線のかしわ台駅 - 海老名駅間にある相模国分信号所から分岐し、JR線海老名駅の南側線路を並行してJR厚木駅のプラットホーム（旧 相模鉄道中新田口乗降場）の北側で接続している。相模鉄道厚木駅本屋から同ホームの裏側までの区間（旧 神中鉄道中新田口乗降場）は、厚木操車場と呼ばれている。
かつては在日米軍厚木基地へのジェット燃料輸送の貨物列車の連絡や旧・小野田セメントへの貨物輸送が行われていたが、貨物列車の定期運行が休止されてからは甲種輸送された車両の授受や、廃車・休車車両の留置、夜間の車両留置に使われるのみである。近隣住民の申し入れで早朝と夜間の列車の出入庫は制限されている。

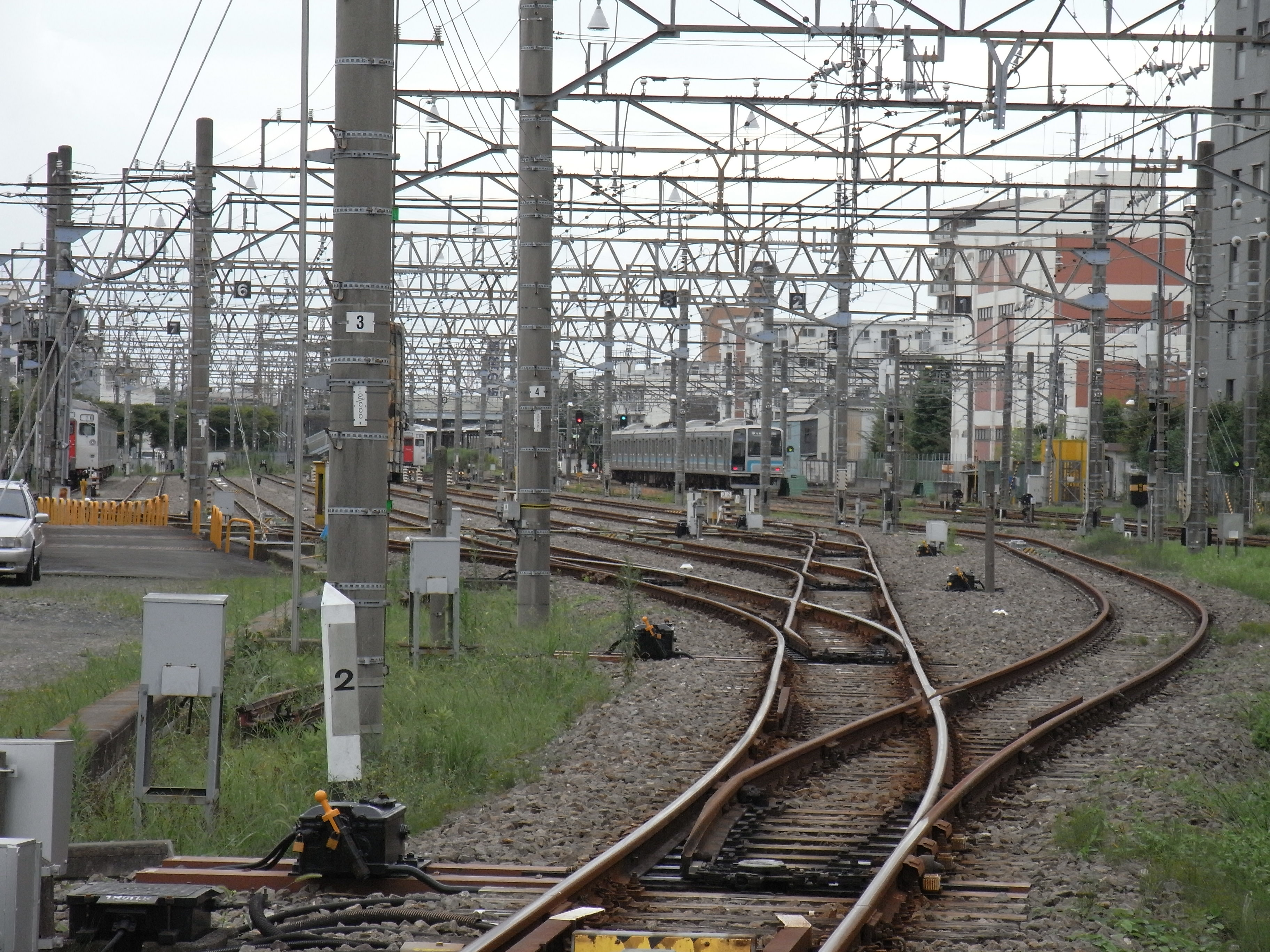
相鉄のポイント。一番右の線路がJR線に接続。（2009年8月）
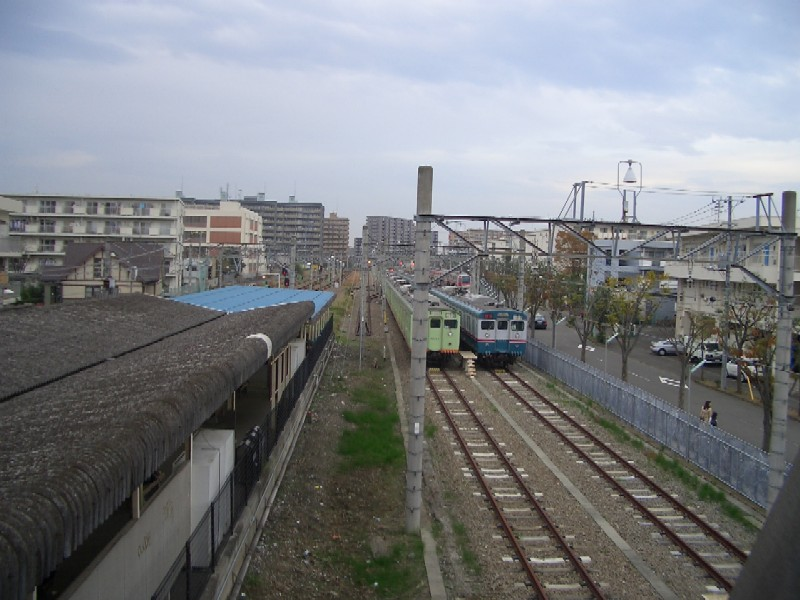
駅南側の厚木操車場（2004年11月）

## 利用状況
- 小田急電鉄 - 2024年度（令和6年度）の1日平均乗降人員は19,622人である[小田急 1]。
小田急線全70駅中49位。小田急電鉄の乗換駅では最も少ない駅であり、隣駅の海老名駅も相模線の乗換駅であるが乗客はその6分の1未満である。
- JR東日本 - 2023年度（令和5年度）の1日平均乗車人員は6,180人である[JR 1]。
相模線の途中駅では海老名駅、寒川駅に次いで3番目に多い。

### 年度別1日平均乗降人員
各年度の1日平均乗降人員は下表の通り（JRを除く）。
| 年度               | 小田急電鉄       | 小田急電鉄 |
| 年度               | 1日平均 乗降人員 | 増加率     |
| ------------------ | ---------------- | ---------- |
| 1982年（昭和57年） | 15,681           |            |
| 2002年（平成14年） | 18,171           |            |
| 2003年（平成15年） | 18,141           | −0.2%      |
| 2004年（平成16年） | 18,271           | 0.7%       |
| 2005年（平成17年） | 18,119           | −0.8%      |
| 2006年（平成18年） | 18,682           | 3.1%       |
| 2007年（平成19年） | 19,925           | 6.7%       |
| 2008年（平成20年） | 20,246           | 1.6%       |
| 2009年（平成21年） | 20,087           | −0.8%      |
| 2010年（平成22年） | 19,782           | −1.5%      |
| 2011年（平成23年） | 19,530           | −1.3%      |
| 2012年（平成24年） | 20,039           | 2.6%       |
| 2013年（平成25年） | 20,708           | 3.3%       |
| 2014年（平成26年） | 20,745           | 0.2%       |
| 2015年（平成27年） | 21,182           | 2.1%       |
| 2016年（平成28年） | 21,098           | −0.4%      |
| 2017年（平成29年） | 20,699           | −1.9%      |
| 2018年（平成30年） | 20,449           | −1.2%      |
| 2019年（令和元年） | 20,287           | −0.8%      |
| 2020年（令和02年） | 14,964           | −26.2%     |
| 2021年（令和03年） | 16,399           | 9.6%       |
| 2022年（令和04年） | 17,749           | 8.2%       |
| 2023年（令和05年） | 18,993           | 7.0%       |
| 2024年（令和06年） | 19,622           | 3.3%       |

### 年度別1日平均乗車人員
各年度の1日平均乗車人員は下表の通り。
| 年度               | 小田急電鉄 | JR東日本 | 出典                |
| ------------------ | ---------- | -------- | ------------------- |
| 1995年（平成07年） | 10,209     | 5,790    | [ 乗降データ 3 ]    |
| 1998年（平成10年） | 9,642      | 5,497    | [ 神奈川県統計 1 ]  |
| 1999年（平成11年） | 9,358      | 5,538    | [ 神奈川県統計 2 ]  |
| 2000年（平成12年） | 9,266      | 5,426    | [ 神奈川県統計 2 ]  |
| 2001年（平成13年） | 9,144      | 5,353    | [ 神奈川県統計 3 ]  |
| 2002年（平成14年） | 9,025      | 5,249    | [ 神奈川県統計 4 ]  |
| 2003年（平成15年） | 9,046      | 5,231    | [ 神奈川県統計 5 ]  |
| 2004年（平成16年） | 9,041      | 5,354    | [ 神奈川県統計 6 ]  |
| 2005年（平成17年） | 8,978      | 5,477    | [ 神奈川県統計 7 ]  |
| 2006年（平成18年） | 9,279      | 5,770    | [ 神奈川県統計 8 ]  |
| 2007年（平成19年） | 9,903      | 6,371    | [ 神奈川県統計 9 ]  |
| 2008年（平成20年） | 10,091     | 6,527    | [ 神奈川県統計 10 ] |
| 2009年（平成21年） | 10,017     | 6,424    | [ 神奈川県統計 11 ] |
| 2010年（平成22年） | 9,888      | 6,319    | [ 神奈川県統計 12 ] |
| 2011年（平成23年） | 9,740      | 6,106    | [ 神奈川県統計 13 ] |
| 2012年（平成24年） | 9,995      | 6,525    | [ 神奈川県統計 14 ] |
| 2013年（平成25年） | 10,324     | 6,844    | [ 神奈川県統計 15 ] |
| 2014年（平成26年） | 10,350     | 6,805    | [ 神奈川県統計 16 ] |
| 2015年（平成27年） | 10,570     | 7,029    | [ 神奈川県統計 17 ] |
| 2016年（平成28年） | 10,517     | 7,232    | [ 神奈川県統計 18 ] |
| 2017年（平成29年） | 10,328     | 7,026    | [ 神奈川県統計 19 ] |
| 2018年（平成30年） | 10,211     | 6,864    | [ 神奈川県統計 20 ] |
| 2019年（令和元年） | 10,134     | 6,863    | [ 神奈川県統計 21 ] |
| 2020年（令和02年） |            | 5,032    |                     |
| 2021年（令和03年） |            | 5,438    |                     |
| 2022年（令和04年） |            | 5,804    |                     |
| 2023年（令和05年） |            | 6,180    |                     |

### JR貨物
当駅では臨時車扱貨物のみを取り扱っており、定期貨物列車の発着はない。まれに発着する臨時貨物列車は、相鉄の新車を搬入する車両輸送列車である。
近年の年度別年間発着トン数は下記の通り。
| 年度   | 発送トン数 | 到着トン数 | 出典   |
| ------ | ---------- | ---------- | ------ |
| 1998年 |            |            |        |
| 1999年 |            |            |        |
| 2000年 |            |            |        |
| 2001年 |            |            |        |
| 2002年 |            | 400        | [ 29 ] |
| 2003年 |            |            |        |
| 2004年 |            |            |        |
| 2005年 |            |            |        |
| 2006年 |            | 400        | [ 30 ] |
| 2007年 |            |            |        |
| 2008年 |            | 800        | [ 31 ] |
| 2009年 |            | 400        | [ 32 ] |
| 2010年 |            |            |        |
| 2011年 |            | 400        | [ 33 ] |
| 2012年 |            | 800        | [ 34 ] |
| 2013年 |            |            |        |
| 2014年 |            |            |        |
| 2015年 |            |            |        |
| 2016年 |            |            |        |
| 2017年 |            | 800        | [ 35 ] |
| 2018年 |            | 400        | [ 36 ] |
| 2019年 | 400        |            | [ 37 ] |
| 2020年 | 400        |            | [ 38 ] |
| 2021年 | 1,200      | 4,000      | [ 39 ] |
| 2022年 | 400        | 3,200      | [ 40 ] |
| 2023年 |            | 800        | [ 41 ] |

## 駅周辺
厚木と名乗るが厚木市外にあり、市街地からは相模川を隔てて2kmほど離れている上、海老名市の中心市街にもないため駅前の商業的な広がりは薄く、飲食店が多少ある程度。駅舎の北側にある歩道橋は駅の東西を行き来するために設けられたものである（当駅は改札が1カ所しかないため通り抜けが不可能）。
- 相模川
- 相模大橋
- 海老名市立青少年会館
- 三信電気 厚木物流センター
- 海老名運動公園
- 神奈川県立海老名高等学校
- 海老名河原口郵便局
- 海老名中新田郵便局
- 雪印メグミルク海老名工場
- 静岡中央銀行厚木支店
- 宗教法人ものみの塔聖書冊子協会
- 首都圏中央連絡自動車道海老名インターチェンジ

## 隣の駅
小田急電鉄（小田急）
 小田原線

■快速急行・■急行
通過
□通勤準急・■準急・■各駅停車（通勤準急は平日朝上りのみ、準急は平日夜間下りのみ運転）
海老名駅 (OH 32) - 厚木駅 (OH 33) - 本厚木駅 (OH 34)
東日本旅客鉄道（JR東日本）
■相模線
社家駅 - *中新田駅 - 厚木駅 - 海老名駅
*打消線は廃駅
相模鉄道
厚木線
（相模国分信号所） - 厚木駅

### 記事本文